# 語種
語種（ごしゅ）は、日本語研究において単語を出自によって分けた種類。大和言葉（和語）・漢語（字音語）・外来語（主に洋語）、および、それらの混ざった混種語に分けられる。
なお、日本語研究では「語種」の概念がよく用いられるが、日本語以外の研究では語彙層（lexical strata）という概念が用いられることが多い（en:Stratum (linguistics)参照）。

## 3つの語種
和語は、「やま」「かわ」「さくら」「あさひ」「のりもの」「おもちゃ」「さかな」など、日本古来の固有語、または、固有語の組み合わせや変化形を指す。
漢語は、「山脈」「庭園」「桜楓」「旭日」など、中国古来の漢字音を用いた語を指す。多くは中国語からの借用語であるが、日本で漢字音を用いて作った「三味線」「演説」「哲学」「経済」などの語も含まれる。
外来語は、「ペン」「ギター」「コーヒー」「エチケット」「エネルギー」など、一般には漢語以外で他言語に由来する借用語を指す。その多くは西洋から伝わった語（洋語）であり、なかでも英語に由来するものが多い。日本で作られた和製洋語・和製英語もある。
混種語は、語種の異なる単語からなる複合語である。「歯ブラシ」（和＋外）、「運動靴」（漢＋和）、「プロ野球」（外＋漢）、「半そでシャツ」（漢＋和＋外）など、その組み合わせは多様である。
戦後の日本語では和語と漢語、和語と漢語による混種語が同義の外来語に置き換えられるか外来語が優勢になる傾向があり、「ちち（乳）」（和）→「ミルク」、「衣紋掛け」（漢＋和）→「ハンガー」、「施錠（する）・錠」（漢）→「ロック（lock）」などの例がある。
和語・漢語・外来語の詳細については、それぞれの記事に譲る。

## 語種の構成比率
語種の構成比率は、対象とする資料の性格によって異なる。たとえば、新聞の文章と話し言葉とを比較した場合、新聞の文章では漢語の割合（延べ）が7割を超え、話し言葉では和語の割合（延べ）が7割を超えるという調査もある。
また、時代によっても大きく変動する。以下、まず第二次世界大戦後（現代）の状況から述べ、次に近代以前について述べる。

### 現代の状況
国立国語研究所は、1956年の雑誌の語彙について大規模調査を行っている。そのうち、語種ごとの異なり語数（同じ語が複数回出現しても1と数える）を見ると、和語が36.7%、漢語が47.5%、外来語が9.8%、混種語が6.0%で、語の多彩さの点では、漢語が和語を圧倒している。一方、延べ語数を見ると、和語が53.9%、漢語が41.3%、外来語が2.9%、混種語が1.9%で、繰り返し使われる語には和語が多い。
ところが、それから約40年後の1994年の雑誌語彙を調べた同研究所の報告では、和語の使用は退潮している。異なり語数では和語が25.7%、漢語が34.2%、外来語が33.8%、混種語が6.4%で、外来語が著しく増加している。一方、延べ語数では和語が35.7%、漢語が49.9%、外来語が12.3%、混種語が2.1%で、繰り返し使われるという点では、なお漢語・和語が外来語に勝っている。
『新選国語辞典』は収録語についての統計を裏見返しに公表している。2002年発行の第8版によれば、一般語73,181語のうち和語は24,708語（33.8%）、漢語は35,928語（49.1%）、外来語は6,415語（8.8%）、混種語は6,130語（8.4%）となっている。
和語：漢語の比率は、2回の現代雑誌調査がほぼ 8:10 であるのに対し、『新選国語辞典』では 7:10 であって、辞書の方が漢語の比率が高い。また、近年雑誌にあふれる外来語は、必ずしも辞書に登録されていないことが分かる。

### 近代以前の状況
古代から中世にかけては、今日の定義における外来語は、資料に出現することは非常にまれである。というのも、日本語に流入した他言語由来の語としては、漢語以外には梵語などが若干あるのみだが梵語も漢字表記で受け入れたものは漢語として扱われるからである。主要な語種は和語と漢語、および両者の混種語ということになる。
古代から中世までの主要な和文系の古典作品の語種をみると、和語の割合がすこぶる多い。とりわけ、『万葉集』・『古今和歌集』・『後撰和歌集』などの歌集では、和語が99%以上を占める（延べ比率。以下同じ）。数少ない漢語のうち「菊（キク）」は『古今集』に10回、『後撰集』に11回登場しており、なかば和語のように用いられていたとみられる。
歌集以外では、『竹取物語』・『伊勢物語』・『源氏物語』・『枕草子』など、いわゆる平安女流文学においては軒並み和語が90%以上に達し、これらの文学ジャンルの特徴を物語っている。これは、必ずしも当時の日本語文章全般に漢語が稀少であったことを意味しないが、ほぼ漢語なしで文章が成り立ち得たことは事実である。ただし、詳細に見れば、年代とともに、使用される漢語の種類が少しずつ増えている。
院政期ごろに成立の『大鏡』や、中世の『方丈記』・『徒然草』では、漢語の割合が10%を超えている。平安女流文学とは作者の属性などが異なるため単純な比較はできないが、日常的な文章で漢語が勢力を伸張する動きの一端が表れているとみることもできる。
中世最末期の日本語‐ポルトガル語の辞書である『日葡辞書』に収載された語のうちでは、和語が78.7%に対し漢語が20.5%となっている（外来語はなし）。また、幕末の和英辞書『和英語林集成』では和語が73.9%、漢語が25.0%、外来語（「Botan ボタン」のみ）0.1%となっている。このように、幕末までは、和語が絶対的に優位な地位にあった。明治以降に急増した漢語、第二次世界大戦後に急増した外来語により、現在のような語種構成比率に至ったものと考えられる。

## 日本語以外での類似の事例
朝鮮語でも、和語・漢語・外来語に相当するものとして、固有語と漢字語と外来語（および混種語）がある。